# Щит
Вижте пояснителната страница за други значения на Щит.
Щитът е древно ръчно защитно оръжие във вид на кръгла или правоъгълна плоскост от метал, дърво, кожа и др., предназначено за посрещане на удари и стрели.
В Европа щитовете се използват широко за военни цели до 17 век, когато огнестрелните оръжия намаляват значително ефективността им. Трябва да се отбележи, че в редица други части на света, например в Северна Америка и Африка щитовете се използват от местното население до XIX век, като служат доста ефикасно за защита от куршуми от гладкоцевни оръжия и стават неефикасни едва през втората половина на XIX век, когато се появява нарезното оръжие със задно пълнене.
Видоизменени щитове, устойчиви на куршуми, се използват и днес от полицията в много страни по света.

## История
Най-старите форми на щит са използвани за защита от атаки с оръжия за ръкопашен бой като мечове, брадви и боздугани или за прикритие от далекобойни оръжия като камъни и стрели. С течение на времето и развитието на обработката на материали започват да се използват най-различни щитове, изработени от кожа, ратан, дърво или метал. Много от оцелелите от древни времена метални щитове са по-скоро церемониални, например щитовете тип Йетхолм (Yetholm-type) от бронзовата епоха или щитът от Батърси от желязната епоха. Други оцелели екземпляри са германски дървени щитове от периода 350 г. пр. Хр. – 500 г. сл. Хр., запазени в датските блата.
Леко въоръжените войници от Античността разчитат основно на бързина и изненада и носят леки щитове (pelte), които са сравнително малки и тънки. Тежко въоръжените войници са екипирани със солидни щитове, закриващи голяма часто то тялото. Много от тях имат каишка, позволяваща войникът да носи щита на гръб, когато не е необходим, или когато язди. Наемниците от Шардана, използвани през XIV – XIII век пр. Хр от фараон Рамзес II, използват големи и малки щитове срещу хетите. Воините от микенската цивилизация използват два типа щитове: щит осмица и висок правоъгълен щит. Те са изработени предимно от ратанова рамка и облицовани с кожа. Покривайки тялото от глава до пети тези два типа осигурябав добра защита при ръкопашен бой. Древногръцките хоплити използват изпъкнал кръгъл щит, направен от дърво и подсилен с бронз, (aspis, hoplon), известен също като „атически“. Спартанците използват тези щитове да формират гръцката фаланга.
Тежко въоръжените римски легионери носят големи щитове carried large shields (скутум), които предоставят добра защита, но затрудняват движенията. Първоначално скутумът е с овална форма, но постепенно придобива правоъгълната форма, типична за ранните имперски легиони. Римляните са известни с формирането на защитната формация костенурка при която група войници са защитени от всички страни от обстрела на неприятеля. В моного от античните щитове има прорези и други елементи, улесняващи едновременно формирането на „стена от щитове“ и ползването на оръжие през нея.
През Ранното средновековие в Европа са разпространени кръглите викингски щитове, направени от дърво и подсилени с кожа от двете страни, понякога с метални обръчи и метална издатина в центъра, предназначена да отразява единични удари. Около X век норманите въвеждат т.нар. „капковиден щит“, закръглен отгоре и заострен отдолу. Тази форма защитава краката, без да увеличава много тежестта. Капковидният щит има кожени каишки, с които се закрепва здраво към ръката. Използва се както от пехотинци, така и от конници и постепенно измества кръглия щит към края на XII век, когато въвеждането на по-ефективна броня за краката позволява скъсяването на щитовете и към края на XIV век те изчезват. На тяхно място изват триъгълните рицарски щитове тип „екю“. Също като капковидния щит, той е изработен от няколко слоя дърво, с лека извивка. Именно неговата форма е залегнала в хералдическия символ, който се употребява и днес. Във връзка с рицарските турнири са въведени специални форми, например bouche, в които има предвидено място за копието. Павезе са свободно стоящи щитове, използвани от арбалетчиците за защита по време на презареждане.
С времето броните на рицарите постепенно намаляват в полза на увеличената подвижност и появата на оръжия за две ръце. В употреба навлиза умален щит, 20 – 40 cm в диаметър (на английски: buckler), изработен само от метал. Удобен за носене на каишка на колана, неговата употреба продължава до XVI век.
Рицарската броня осигурява достатъчна защита и рицарите постепенно се отказват от щитовете. Въпреки това, пехотинци и наемници продължават за ги използват дори след навлизането на барута и огнестрелните оръжия. В края на VIII век шотландските кланове използват малки кръгли щитове, които предпазвали както в близък бой с английската пехота, въоръжена с байонети и саби, така и от употребяваните тогава огнестрелни оръжия.
По-примитивните народи без достъп до огнестрелно оръжие продължават да използват щикове и през XIV век. Зулуските воини употребяват олекотени щитове Ishlangu, изработени от биволска кожа върху дървена рамка. Използват се в комбинация с копие (assegai) и/или сопа. Други африкански щитове са Glagwa от Камерун или Nguba от Конго.

## Съвременност
Полицейските сили по света използват щитове за защита от въоръжена атака. Тези съвременни щитове са основно два вида: 1) за борба с безредиците, изработени от метал или полимери, осигуряващи лична защита срещу удари с юмруци или твърди предмети, както и срещу летящи с невисока скорост предмети като камъни и бутилки. 2) устойчиви на куршуми балистични щитове (на английски: ballistic shield), наричани също тактически. Последните са изработени от авангардни материали като кевлар и са два вида: лек (level IIIA) издържа обстрел с неавтоматично оръжие; тежък (level III и IV) за защита от автоматично оръжие.

## В културата
На щита е наречена улица в квартал „Суходол“ в София (Карта).

## Галерия
- Древногръцки бронзов щит
- Австралийски аборигенски щит
- Щитът на Зигмунт II Август
- Възстановка на древноримски щитове (Скутум)
- Модел на стрелец с щит (Павезе)
- Церемониален ацтекски щит
- Съвременен полицейски щит